# Любовка (Ростовская область)
Любовка — хутор в Неклиновском районе Ростовской области.
Входит в состав Советинского сельского поселения.

## Население
| 2010 |
| ---- |
| 145  |

## Улицы
На хуторе имеется одна улица — Красносельская.